# Albert Anastasia
Umberto Anastasio (Tropea, Italië, 26 februari 1902 – New York, 25 oktober 1957), beter bekend onder de pseudoniemen Albert Anastasia en Mad Hatter, was een Italiaans-Amerikaanse maffioso. Van 1951 tot 1957 was hij de baas van de familie Gambino, een van de vijf machtigste New Yorkse maffiafamilies.

## Vroege jaren
Anastasia werd geboren als Umberto Anastasio en had acht broers. In 1919 voeren hij en een paar broers naar New York door zich aan boord van een Italiaans schip te verstoppen. Hij sloot zich aan bij Giuseppe "Joe the Boss" Masseria, waar ook Lucky Luciano en Frank Costello zaten.

## Meer macht
Nadat Masseria en Maranzano waren vermoord en Luciano de touwtjes volledig in handen genomen had, herstructureerde hij de Amerikaanse maffia. Hij zorgde ervoor dat er 5 families kwamen. Vincent Mangano kreeg de macht over de familie Mangano (later Gambino) en als dank voor de loyaliteit aan Luciano maakte hij Anastasia onderbaas.
Anastasia deed altijd wat Luciano en Costello van hem verlangden, hij vroeg hiervoor nooit toestemming aan zijn baas Mangano. Dit wekte grote ergernis op bij Mangano en leidde ertoe dat hij en Anastasia vaak ruzie hadden. In 1951 zou Anastasia iets over een plan gehoord hebben om hem uit de weg te ruimen. Niet lang daarna werden Vincent Mangano en zijn broer Philip Mangano vermist. Philips lichaam werd op 19 april 1951 gevonden in Brooklyn, Vincents lichaam is nooit gevonden. Anastasia heeft de moorden nooit toegegeven. Hij wist de andere families te overtuigen dat Mangano hem vermoord zou hebben (Costello had de bekentenis bedacht), en werd daarna uitgeroepen tot nieuwe baas van de familie.

## Zelf slachtoffer
Anastasia hield zich, na de macht van Mangano te hebben overgenomen, niet in en deinsde voor geen enkele moord terug. Zijn onderdanen vonden dat hij een gevaar begon te vormen, waaronder Vito Genovese. Genovese lukte het Anastasia's onderbaas, Carlo Gambino, ervan te overtuigen dat Anastasia een slechte leider was maar Genovese kon nog steeds niet handelen tegen Anastasia en Costello als hij niet ook Meyer Lansky (Lucky Luciano's consigliere) kon overtuigen. Dit zou erg lastig worden daar Genovese en Lansky al sinds de jaren twintig ruzie hadden.
Ondertussen was Anastasia er nog steeds erg op gebrand meer en meer macht te krijgen. Hij wilde nu ook macht in het gokken, ondanks een bevel van Lansky dit niet te doen (Lansky had de bijna volledige controle over het gokken). Door dit incident kreeg Genovese de toestemming van Lansky om Anastasia uit de weg te ruimen. In de ochtend van 25 oktober 1957 ging Anastasia naar de kapperszaak. Daar haastten twee gemaskerde mannen zich de kapperszaak binnen. Anastasia werd bruut vermoord. Zijn opvolger werd Carlo Gambino.